# Peter Kukučka
Peter Kukučka (* 20. Juli 1982 in Bojnice, Tschechoslowakei) ist ein slowakischer Handballtrainer und ehemaliger Handballspieler. Er ist 1,91 Meter groß und wurde meistens auf Rückraum Mitte eingesetzt. Im Jahr 2004 wurde er zum slowakischen Handballer des Jahres gewählt.

## Karriere
Seit seinem zehnten Lebensjahr spielte Kukučka in der Jugend des slowakischen Spitzenclubs MŠK Považská Bystrica. Hier debütierte er auch im Profiteam und gewann die slowakische Meisterschaft 2002 und 2003. Eben 2003 zog er zum anderen Topclub des Landes, HT Tatran Prešov, wo er 2004 und 2005 erneut Meister wurde und in der EHF Champions League sogar auf die SG Flensburg-Handewitt und den THW Kiel traf. 2005 wechselte er ins Ausland zu Dunaferr SE in die ungarische Liga, wo er regelmäßig im EHF-Cup spielte. Im Sommer 2007 wechselte er dann zur HSG Nordhorn in die 1. Handball-Bundesliga. Ab Februar 2009 lief er für die Kadetten auf, mit denen er fünfmal Meister und zweimal Cupsieger wurde. Nach der Saison 2014/15 beendete er aus gesundheitlichen Gründen seine Karriere.
Mit der slowakischen Nationalmannschaft nahm er auch an der Handball-Europameisterschaft 2006 in der Schweiz teil, belegte aber nur den 16. Platz. Er stand im Aufgebot für die Weltmeisterschaft 2011; bis Dezember 2010 bestritt er 79 Länderspiele, in denen er 286 Tore warf.
Kukučka trainierte ab dem Saisonbeginn 2016/17 die U-19-Mannschaft der Kadetten Schaffhausen. Ab Februar 2017 bis Dezember 2017 trainierte Kukučka zusätzlich die Männermannschaft der Kadetten Schaffhausen. Im Mai 2019 übernahm Kukučka die slowakische Nationalmannschaft, die er bis März 2022 betreute. Zur Saison 2022/23 übernahm er den Schweizer Erstligisten HC Kriens-Luzern. Nach der Saison 2023/24 wird er den Verein verlassen.

## Erfolge
Spieler
- EHF-Pokal 2008
- Schweizer Meister 2010, 2011, 2012, 2014, 2015
- SHV-Cup 2011, 2014
- Slowakischer Meister 2002, 2003, 2004, 2005

Trainer
- Schweizer Meister 2017[11]
- Schweizer Meister U-19 2017[11]
- SHV-Cup 2023[10]